# Baba Budan Giri
Baba Budan Giri (früher Chandra Drona Parvatha) ist ein Gebirgszug und gleichzeitig der Name des zweithöchsten Berges des indischen Bundesstaates Karnataka, die sich beide im Distrikt Chikkamagaluru befinden.

## Etymologie
Der aktuell gebrauchte Name Baba Budan Giri leitet sich ab von einem islamischen Sufi-Heiligen des 16. Jahrhunderts namens Hazrat Dada Hayat Khalandar, der – verstärkt seit Anfang des 21. Jahrhunderts – unter dem Namen Baba Budan von Hindus und Muslimen gleichermaßen verehrt wird. Man unternimmt Pilgerfahrten zu dem Schrein von Baba Budan sowie zu drei großen Höhlen, in denen drei sogenannte Sadhus – Hindu-Mystiker – verehrt werden, die dort gelebt haben und auch in den Höhlen bestattet sind.
Der frühere Name Chandra Drona Parvatha bedeutet so viel wie „zunehmender Mond“. Die Form der beiden Berge erinnert an einen zunehmenden Mond.

## Geographie
Der Gebirgszug ist Teil der Western Ghats, die sich von Gujarat im Norden bis hinunter nach Kerala und Tamil Nadu erstrecken und eine Gesamtlänge von ca. 1600 km haben.
Inmitten der Berge, in einer Höhe von 1434 Metern, befindet sich die kleine Ortschaft Kemmanngundi, die aus Respekt vor dem indienweit hoch angesehenen Maharaja von Mysore Krishnaraja Wadiyar IV., der häufig hier in seiner Sommerresidenz, dem Raj Bhavan, die heißen Monate verbrachte, auch als Sri Krishnarajendra Hill Station bezeichnet wird. Die Sommerresidenz wurde nach der Unabhängigkeitserklärung Indiens vom Maharaja der Regierung von Karnataka übereignet und wird seitdem vom Landwirtschaftsministerium, Abteilung für Gartenbau, verwaltet. Zu finden sind ein gepflegter Rosengarten, ein Felsengarten und spektakuläre Sonnenuntergangs-Ausblicke, so z. B. von der Sommerresidenz.
In dem Gebirgszug befinden sich die beiden Berge
- Mullayanagiri, auch: Mullayangiri oder Mullainagiri (Höhe 1930 m)
- Dattagiri/Baba Budan Giri (Höhe 1895 m)

Nahe dem Baba Budan Giri befinden sich die Manikyadhara-Wasserfälle, der Galikere-See und der Hirekolale-See. Die beiden Berge sind durch einen bekannten Wanderpfad miteinander verbunden.
Es finden sich eine Reihe von weiteren Wasserfällen in der Region:
Ca. 8 km entfernt vom Raj Bhavan fällt aus 168 Metern Höhe in zwei Stufen – der Dodda Hebbe (Großer Hebbe) und der Chikka Hebbe (Kleiner Hebbe) – die Hebbe-Fälle. Der Zugang zu den Hebbe-Fällen ist für Touristen eingeschränkt, seitdem immer wieder Tiger in der Gegend gesichtet werden.
Ca. 10 km entfernt von Kemmangundi finden sich die Kallathi-Fälle, die auch unter dem Namen Kallathigiri- oder Kallathi-Fälle bekannt sind. Die Fälle haben eine Höhe von 122 Metern. Der Platz wird in lokalen Legenden mit dem Namen des Hindu-Helden Agastya verbunden.
Gern besucht wird auch der Wasserfall Manikyadhara beim Städtchen Kemmangundi etwa 40 km entfernt von Chikkamagaluru sowie der Honnammana-Halla-Fall bei der Ortschaft Attigundi.

## Naturschutz
In den Bergen findet sich eine einzigartige, seltene Blume, die sog. Kurinji (Strobilanthes kunthiana), die nur alle zwölf Jahre – zuletzt 2018 – blüht.
Die landschaftlichen Schönheiten und der Reichtum der Flora und Fauna – darunter auch Elefanten und Tiger – der Region lassen immer wieder Forderungen laut werden, bestehende Reservate wie das Muthodi- und das Bhadra-Tier-Reservat zu erweitern und den Gebirgszug Baba Budan Giri/Chandra/Drona Parvatha insgesamt zu einem Naturschutzgebiet zu erklären.